# Pascual Veiga
Pour les articles homonymes, voir Veiga.
Pascual Veiga Iglesias (né à Mondoñedo (Galice) le 9 avril 1842 est mort à Madrid le 12 juillet 1906) est un compositeur espagnol. Il est notamment l'auteur de l'Alborada Galega et de l'Hymne galicien.

## Biographie

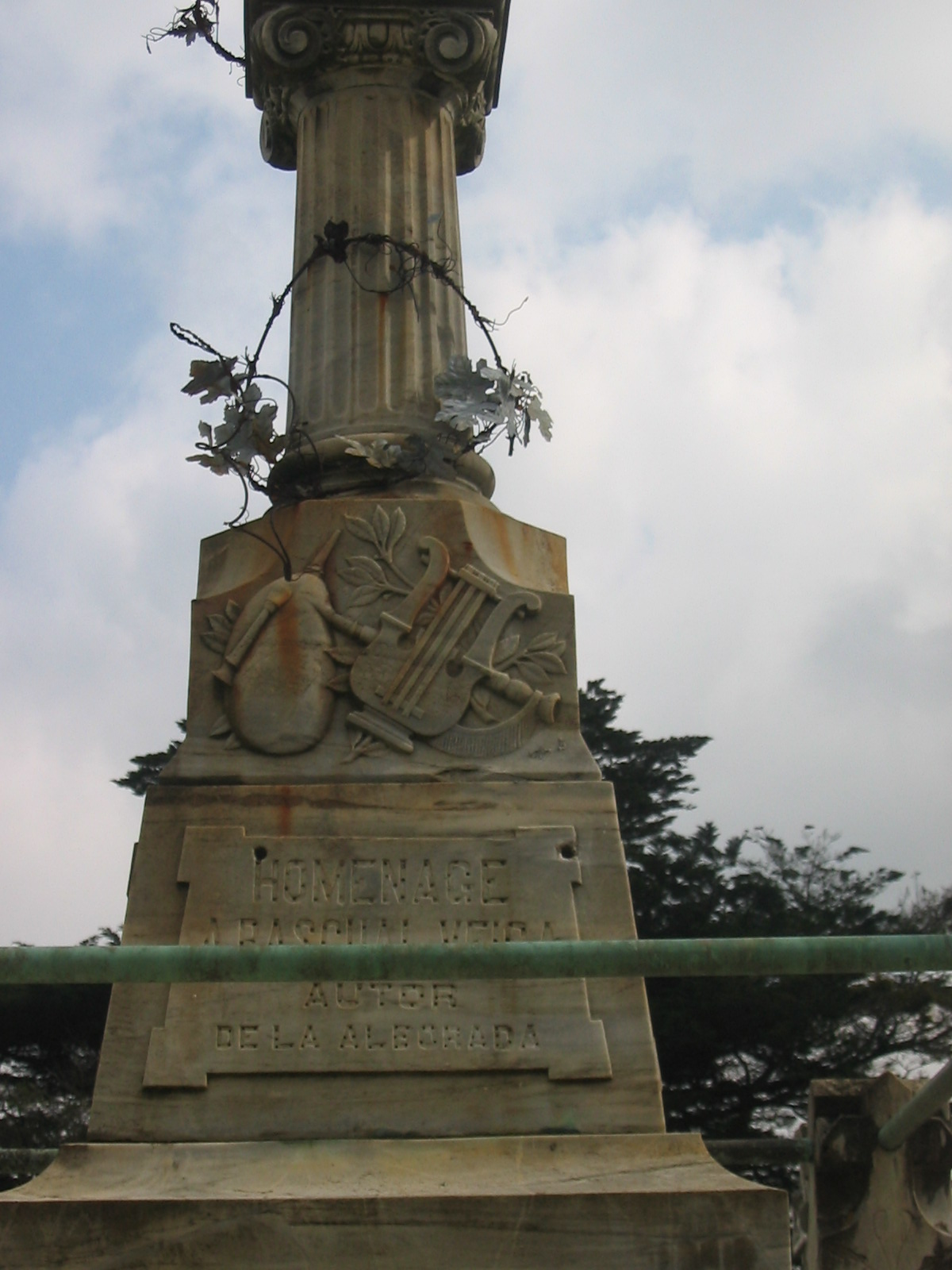
Tombe de Pascual Veiga dans le cimetière de Mondoñedo, sa ville natale.

Il a été professeur au Conservatoire national de Madrid. Il compose l'hymne galicien vers 1890 et demande à Eduardo Pondal d'en écrire les paroles. Son Alborada Galega, avec les paroles de Francisco Maria de la Iglesia, reste un symbole de la musique galicienne.   